# Teudis dichotomus
Teudis dichotomus är en spindelart som beskrevs av Mello-Leitao 1929. Teudis dichotomus ingår i släktet Teudis och familjen spökspindlar. Inga underarter finns listade i Catalogue of Life.